# Jana Žitňanská
Jana Žitňanská (ur. 14 maja 1974 w Bratysławie) – słowacka dziennikarka i polityk, posłanka do Rady Narodowej, deputowana do Parlamentu Europejskiego VIII kadencji.

## Życiorys
W latach 1992–1995 studiowała dziennikarstwo na Wydziale Filozofii Uniwersytetu Komeńskiego w Bratysławie, następnie kształciła się na kursach dziennikarskich w Centre de formation et de perfectionnement des journalistes (CFPJ) w Paryżu.
Od 1993 do 1995 zatrudniona w radiu Slovenský rozhlas, następnie zaś kolejno w telewizji VTV (1995), radiu France Inter i telewizji France 3 (1995–1996), telewizjach Markíza (1996–1998) oraz Slovenská televízia (1998–2000). W 2007 powróciła do pracy w telewizji Markíza.
W latach 2001–2007 zasiadała w słowackiej radzie radiofonii i telewizji (Rada pre vysielanie a retransmisiu) z nominacji KDH i Partii Demokratycznej, następnie zaś z rekomendacji organizacji religijnych na Słowacji.
W 2006 bez powodzenia ubiegała się o mandat radnej stołecznej dzielnicy Stare Miasto. W wyborach w 2010 uzyskała mandat posłanki do Rady Narodowej. Dwa lata później została wybrana na kolejną kadencję. Przeszła następnie do partii NOVA, z listy której w 2014 została wybrana do Europarlamentu VIII kadencji.
W PE zasiadała do 2019, w tym samym roku objęła funkcję wiceprzewodniczącej partii Za ľudí, którą założył Andrej Kiska. W 2020 z jej ramienia powróciła do Rady Narodowej. W 2023 dołączyła do ugrupowania Demokraci.